# Los millones de Semillita
 Los millones de Semillita  es una película en blanco y negro de Argentina dirigida por el brasilero Frederic Bernheim D'Acosta sobre el guion de Homero Cárpena y Humberto de la Rosa que fue producida en 1950 pero nunca llegó a estrenarse y que tuvo como protagonistas a Amalia Bernabé, Marcelo Ruggero, Semillita, Beatriz Taibo y Aída Villadeamigo.

## Reparto
- Amalia Bernabé
- Marcelo Ruggero
- Semillita
- Beatriz Taibo
- Aída Villadeamigo